# Petrus (Usurpator)
Petrus († 506 in Tortosa) war ein spätantiker römischer Usurpator im westgotischen Spanien des frühen 6. Jahrhunderts.

## Leben
Petrus wird in den Consularia Caesaraugustana und bei Victor von Tunnuna als tyrannus erwähnt. Im zeitgenössischen politischen Sprachgebrauch und in Anbetracht der Natur der Quellen kann dies nur bedeuten, dass Petrus gegen Alarich II. – und indirekt gegen Anastasios I., der als nomineller Oberherr auch der westgotischen Könige galt – kaiserliche Würden und Autorität beansprucht hat. Als die Westgoten Tortosa 506 einnahmen, wurde Petrus gefangen genommen und hingerichtet, sein Kopf als Trophäe nach Saragossa geschickt. Petrus war offenbar nach Burdunellus der zweite Romane, der sich nach dem Untergang des Weströmischen Reiches im Ebrotal als Herrscher etablieren wollte. 